# Унаї (мікрорегіон)

Унаї на карті штату Мінас-Жерайс

Унаї (порт. Microrregião de Unaí) — мікрорегіон у Бразилії, входить у штат Мінас-Жерайс. Складова частина мезорегіону Північний захід штату Мінас-Жерайс. Населення становить 145 630 осіб на 2006 рік. Займає площу 27 383,810 км². Густота населення — 5,3 ос./км².

## Склад мікрорегіону
До складу мікрорегіону включені наступні муніципалітети:
1. Ариінус
2. Бонфінополіс-ді-Мінас
3. Бурітіс
4. Кабесейра-Гранді
5. Дон-Боску
6. Формозу
7. Наталандія
8. Унаї
9. Уруана-ді-Мінас

| Бразилія | Це незавершена стаття з географії Бразилії. Ви можете допомогти проєкту, виправивши або дописавши її. |